# Polizeiruf 110: Der Spezialist
Der Spezialist ist ein deutscher Kriminalfilm von Edgar Kaufmann aus dem Jahr 1975. Der Fernsehfilm erschien als 33. Folge der Filmreihe Polizeiruf 110 und zählt zu den fragmentarisch erhaltenen Filmen der Reihe.

## Handlung
Oberleutnant Jürgen Hübner und Meister Lutz Subras werden mit der Klärung eines Lohndiebstahls beauftragt. Die Gelder wurden aus dem Safe entwendet, während die Brigade auf einer Feier zusammensaß.
Jürgen Hübner und Lutz Subras können schließlich den Buchhalter Herrn Hempel der Tat überführen: Er hoffte, mit dem Lohndiebstahl eigene Unterschlagungen vertuschen zu können.

## Produktion
Der Spezialist wurde vom 10. Februar bis 1. März 1975 in Leipzig und Berlin gedreht. Die Kostüme des Films schuf Beate Faeth, die Filmbauten stammen von Werner Jagodzinski. Der Film erlebte am 27. Juli 1975 im 1. Programm des Fernsehens der DDR seine Fernsehpremiere. Die Zuschauerbeteiligung lag bei 53,8 Prozent.
Es war die 33. Folge der Filmreihe Polizeiruf 110. Oberleutnant Jürgen Hübner ermittelte in seinem 15. Fall und Kriminalmeister Lutz Subras in seinem 16. Fall.
Der Spezialist lief bis 1978 drei Mal im Fernsehen der DDR. Er galt jahrelang als verschollen, doch wurde über Nachforschungen ein Kameranegativ des Films ausfindig gemacht. Eine Tonspur des Films fehlt jedoch weiterhin (Stand 2012).